# Callitrichia celans
Espèce
Synonymes
- Toschia celans Gao, Xing & Zhu, 1996

Callitrichia celans est une espèce d'araignées aranéomorphes de la famille des Linyphiidae.

## Distribution
Cette espèce est endémique du Shandong en Chine,. Elle se rencontre dans le xian de Pingyuan.

## Description
La femelle holotype mesure 2,25 mm et le mâle paratype 2,00 mm.

## Systématique et taxinomie
Cette espèce a été décrite sous le protonyme Toschia celans par Gao, Xing et Zhu en 1996. Elle est placée dans le genre Callitrichia par Lin, Lopardo et Uhl en 2022.

## Publication originale
- Gao, Xing & Zhu, 1996 : « Two new species of the genera Toschia and Aprifrontalia from China (Araneae: Linyphiidae: Erigoninae). » Acta Zootaxonomica Sinica, vol. 21, no 3, p. 291-295.